# Barbusi
Barbusi (Brabusi in sardo) è una località italiana, frazione del comune di Carbonia di 546 abitanti detti barbusini, situata a 119 m. s.l.m., nella parte nord-ovest della città, lungo la strada provinciale per Villamassargia. 

## Origini del none
Una delle teorie riguardante l'origine del toponimo fa risalire la denominazione della frazione dal fenicio-punico "bar-bus", che significherebbe "pozzo fetido" o "acquitrino". 

## Storia
Il territorio è frequentato dall'uomo sin dal periodo preistorico e poi in epoca fenicio-punica e romana; fu poi "villa" o bidda facente parte della Curatoria del Sulcis, nel giudicato di Cagliari. 
L'attuale Barbusi è nata come borgata agro-pastorale. Prima della fondazione della città di Carbonia, dal 1853 fino al 1937 fu una frazione del comune di Serbariu, soppresso e inglobato nel neo-costituito comune carboniense, prima ancora fu una borgata rurale di Villamassargia.
Barbusi nel secondo dopoguerra fu sede di delegazione comunale e sino al 2011 circoscrizione municipale extraurbana e decentrata del comune. Il borgo nel maggio 1986 fu visitato da Santa Teresa di Calcutta.

## Monumenti e luoghi di interesse
Ospita la chiesa parrocchiale della Beata Vergine delle Grazie.
Nei pressi della frazione è presente una pianta rara: il bosso delle Baleari (Buxus balearica), vegetazione arbustiva con foglie grandi e lunghe fino a 4 cm, bislunghe di colore verde chiaro e fiori profumati, specie spontanea esistente in Sardegna solo in una piccola montagna vicino all'abitato, denominata S'arriu de suttu (il rivo di sotto), o forse: S'Utu (gola), minacciata da una cava per l'estrazione della ghiaia.

## Società

### Demografia storica
Questa è l'evoluzione demografica della località di Barbusi nei vari censimenti dall'Unità d'Italia in poi. Sino al 1936 (compreso) i dati fanno riferimento alla località compresa nel comune di Serbariu
| Abitanti  | 1861 | 1871 | 1881 | 1901 | 1911 | 1921 | 1931 | 1936 | 1951 | 1961 | 1971 | 1981 | 1991 | 2001 | 2011 |
| --------- | ---- | ---- | ---- | ---- | ---- | ---- | ---- | ---- | ---- | ---- | ---- | ---- | ---- | ---- | ---- |
| Borgo     |      |      | 563  | 276  |      | 1154 | 1388 | 929  | 475  | 676  | 494  | 464  | 511  | 469  | 546  |
| Circoscr. |      |      |      |      |      |      |      |      | 1344 | 1379 | 1109 | 1122 | 1168 |      |      |

## Cultura

### Eventi
I principali avvenimenti religiosi che hanno luogo nella frazione sono la festa della Madonna (prima settimana di luglio) e la festa di Sant'Isidoro(fine luglio o inizio settembre): in occasione di quest'ultima sono importanti anche i risvolti folkloristici con la partecipazione alle processioni di vari gruppi provenienti dal resto dell'isola
Da segnalare inoltre la festa de su Curruscioni che si tiene annualmente dal settembre 1993: nel mese d'agosto questa pasta tipica sarda viene preparata dalle donne del borgo secondo la tradizione per poi essere degustata.